# Plein Soleil
Pour plus de détails, voir Fiche technique et Distribution.
Plein Soleil est un film franco-italien de René Clément, sorti en 1960. Le scénario est adapté du roman Monsieur Ripley de Patricia Highsmith, publié en 1955.
Quarante ans plus tard, Anthony Minghella adapte à nouveau le roman en réalisant Le Talentueux Mr Ripley, avec Matt Damon, Jude Law et Gwyneth Paltrow.

## Synopsis
Un milliardaire américain confie à Tom Ripley la mission de convaincre son fils Philippe Greenleaf, noceur invétéré qui passe de longues vacances en Italie avec sa maîtresse Marge, de rentrer en Californie.
Tom entre dans l'intimité du couple et devient l'homme à tout faire de Philippe qui le fait participer à toutes ses aventures, non sans souvent l'humilier. Celui-ci va même, faire mine d'aider un aveugle à traverser la rue et lui acheter finalement sa canne (très cher) et alors jouer la comédie du faux-aveugle, provoquant l'hilarité de Tom.
De son côté, Tom s'insinue au sein du jeune couple et y sème la zizanie.
Alors qu'ils sont tous trois en croisière sur le bateau de Philippe, et à la suite d'une dispute, Philippe laisse Tom dans un canot attaché par un cordage au bateau, en plein soleil. Philippe et Marge s'enferment dans la cabine, et constatent, lorsqu'ils ressortent, que la corde s'est rompue. Ils partent à la recherche de Tom, qu'ils finissent par retrouver déshydraté et avec un fort coup de soleil.
Tom se venge en suscitant une dispute entre Philippe et Marge, et Philippe, enfant gâté colérique, finit par débarquer Marge pour se retrouver seul avec Tom dont l'attitude l'intrigue.
Lorsque les deux hommes sont seuls sur le bateau, Tom avoue ingénument à Philippe qu'il compte l'assassiner, puis prendre sa place pour, à son tour, mener la grande vie.
Bluffé par un tel cynisme, Philippe le met au défi de réaliser son plan. Tom passe immédiatement à l'action et le poignarde. Puis il jette le corps, emmailloté dans de la toile et des cordages et lesté par l'ancre, en pleine mer.
Dès son retour à terre, Tom met son plan en application. Il falsifie le passeport de Philippe en remplaçant sa photo par la sienne, et s'entraîne à imiter sa signature. Il téléphone à Marge en imitant la voix de Philippe pour lui dire qu'il ne souhaite pas la voir pour l'instant.
Lorsque Freddy Miles, un ami de Philippe, lui rend visite et soupçonne quelque chose de louche, Tom le tue aussi. La découverte de son corps amène la police italienne à intervenir. Tom change régulièrement d'identité, passant de la sienne à celle de Philippe selon les circonstances, et déménage fréquemment. Il cherche à imputer l'assassinat de Freddy à Philippe, rédige une lettre d'adieu et un testament pour rendre plausible la thèse du suicide de ce dernier.
Tom retourne auprès de Marge pour essayer de la séduire. Celle-ci a un rendez-vous pour la vente du bateau de Philippe. L'embarcation est hissée hors de l'eau et l'on découvre alors le corps de Philippe, resté accroché au filin de l'ancre. Tom, ignorant  ce qui se passe, savoure tranquillement un alcool dans un bar après avoir dit à la tenancière qu'il n'a jamais été aussi heureux. Les policiers arrivent discrètement et demandent à celle-ci d'appeler Tom : il se dirige dans leur direction, un sourire aux lèvres...

## Fiche technique
Sauf indication contraire, les informations mentionnées dans cette section peuvent être confirmées par la base de données cinématographiques IMDb,  présente dans la section « Liens externes ».
- Titre original français : Plein Soleil
- Titre original italien : Delitto in pieno sole[1]
- Titres internationaux : Purple Noon puis Lust for Evil (États-Unis) ; Blazing Sun (Royaume-Uni)[1]
- Réalisation : René Clément, assisté de  Pierre Zimmer et Alberto Cardone
- Scénario : René Clément et Paul Gégauff, d'après le roman Monsieur Ripley de Patricia Highsmith
- Dialogues : René Clément et Paul Gégauff
- Musique : Nino Rota (crédité Nino Rotta)
- Chorégraphie : Jean Guélis
- Décors : Paul Bertrand
- Costumes : Bella Clément
- Photographie : Henri Decaë
- Son : Maurice Rémy, Jean-Claude Marchetti
- Montage : Françoise Javet
- Production : Robert et Raymond Hakim
- Sociétés de production : Paris Films Production (France), Titanus (Italie)
- Sociétés de distribution : Compagnie commerciale française cinématographique (France), Titanus Distribuzione (Italie)
- Pays de production :  France,  Italie
- Langues originales : français et italien
- Format : couleurs (Eastmancolor) - 35 mm - 1,66:1 - son mono (Westrex Recording System)
- Durée : 116 minutes
- Dates de sortie[1] :
  - France : 10 mars 1960
  - Italie : 2 septembre 1960
- Affiches : Jean Mascii (France, Espagne))

## Distribution
- Alain Delon : Tom Ripley
- Marie Laforêt : Marge Duval
- Maurice Ronet : Philippe Greenleaf
- Erno Crisa : l'inspecteur Riccordi
- Elvire Popesco : Mme Popova
- Frank Latimore : O'Brien
- Billy Kearns : Freddy Miles
- Viviane Chantel : la dame belge
- Ave Ninchi : Signora Gianna
- Nerio Bernardi : le directeur de l'agence
- Barbel Fanger : la ballerine
- Lily Romanelli : la femme de ménage
- Nicolas Petrov : Boris
- Paul Müller : l'homme aveugle (non crédité)
- Romy Schneider : l'amie de Freddy (apparition non créditée)
- Jean Guels : le chorégraphe

Deux scènes du film avec Marie Laforêt (Marge Duval) et Alain Delon (Tom Ripley)
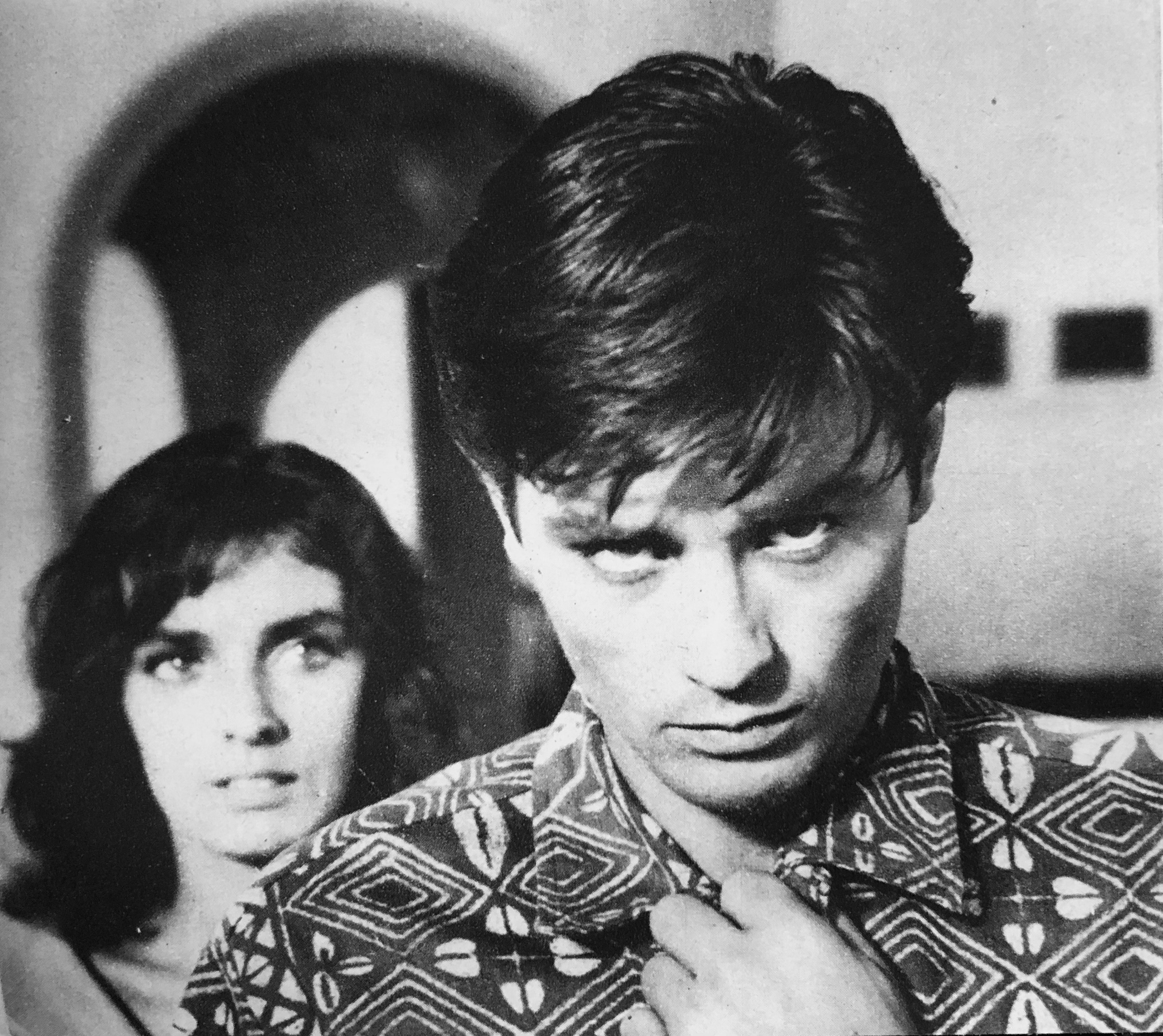
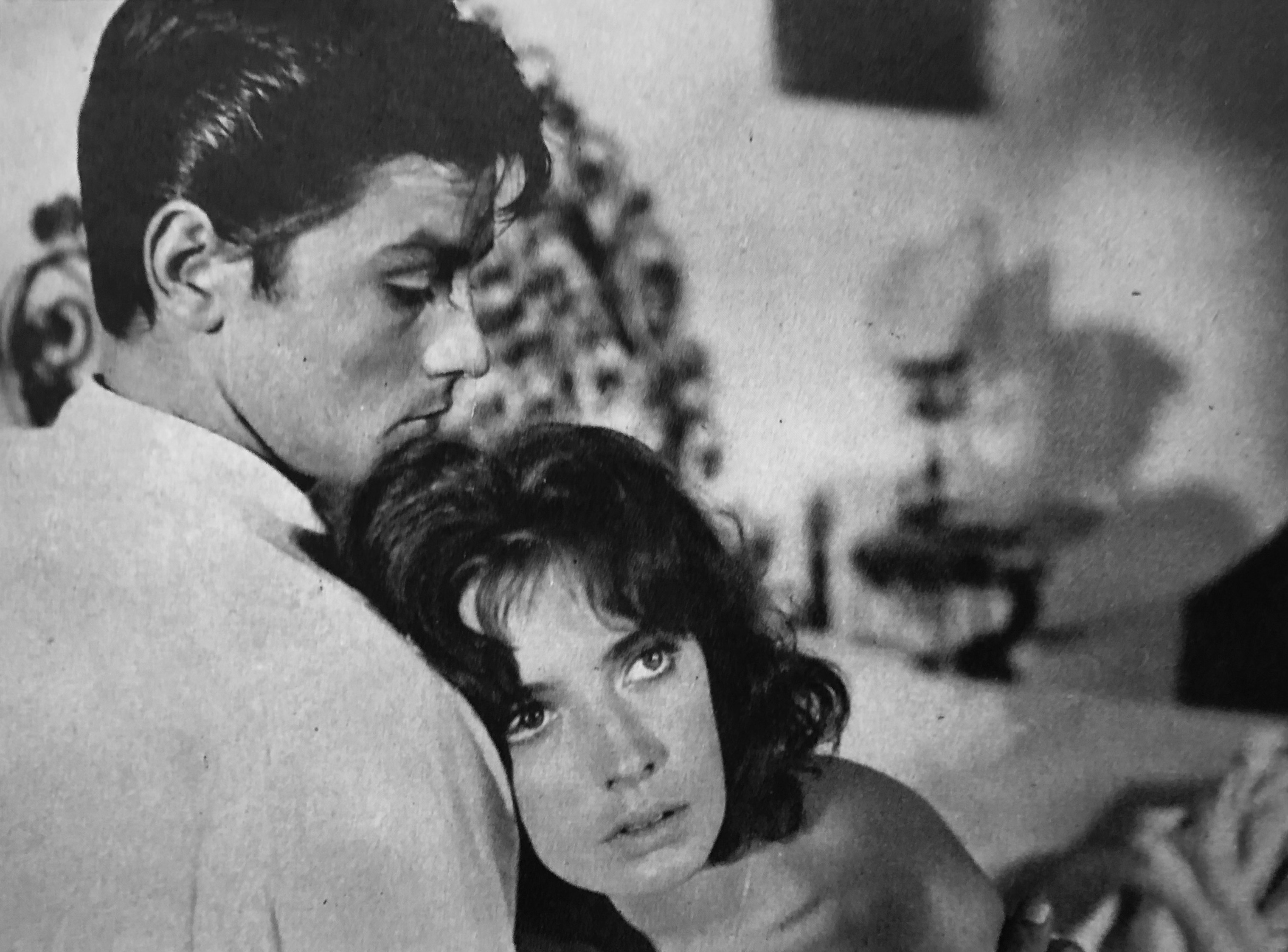

## Production

### Genèse et développement

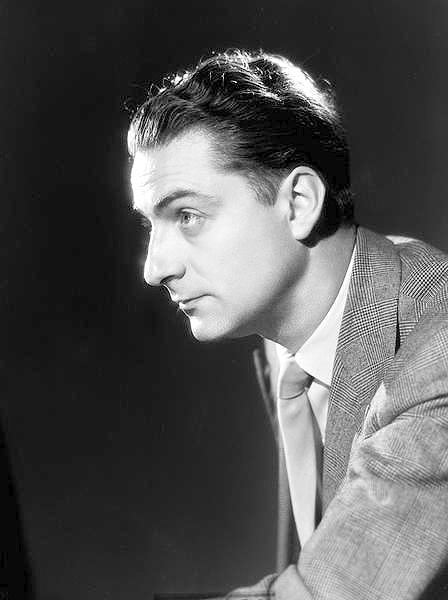
Le réalisateur René Clément en 1950.

René Clément choisit d'adapter le roman Monsieur Ripley (The Talented Mr. Ripley), de l'écrivaine américaine Patricia Highsmith, publié en 1955. Le projet change de nom en cours de route, passant de Monsieur Ripley à Plein soleil. Clément coécrit le scénario du film avec Paul Gégauff. Au début de l'année 1959, le scénario est achevé. Le 28 février, Le Monde annonce officiellement le film. Clément démarre le projet avec les frères Hakim comme producteurs : les contrats sont signés le 7 juillet, peu avant le tournage.

### Attribution des rôles
Pour le trio principal, Clément souhaite des acteurs jeunes, au physique avantageux, car il veut que l’apparence des personnages masque leurs tensions intérieures.
Le rôle principal de Tom Ripley est à l'origine destiné à l'acteur Jacques Charrier, remarqué par Clément dans Les Tricheurs. Sur les conseils de Georges Beaume, l'agent d'Alain Delon, Clément visionne Faibles Femmes : il trouve Delon maladroit, mal assuré, mais reconnaît en lui un indéniable pouvoir de séduction. Il décide alors de le rencontrer, et lui propose d’interpréter Philippe Greenleaf, le jeune héritier indolent ami de Tom Ripley. Le rôle féminin est attribué à Alexandra Stewart, actrice canadienne de 19 ans déjà apparue dans deux films. Le casting principal est ainsi constitué.
Delon est convié chez le réalisateur pour finaliser les choses, en présence de Bella Clément et des frères Hakim,. Alors que Clément lui confirme son engagement dans le rôle de Greenleaf, Delon, après avoir étudié le scénario, décline le rôle proposé et affirme qu'il correspondrait mieux au personnage principal, argumentant qu'il partage le caractère de voyou de Tom Ripley,. Alain Delon se remémore de la réaction des producteurs : « Ce fut horrible. Les frères Hakim, Robert surtout, hurlaient : « Comment ! Vous osez ! Vous n'êtes qu'un petit con ! Vous devriez payer pour le faire ! » Ça a duré jusqu'à deux heures du matin, constamment à la limite de la rupture définitive. Et puis est venu un grand silence impressionnant, je m'en souviens très bien. Et dans ce silence est tombée la voix de Bella Clément : « Rrrené chérri, le petit a rrraison ». Et jusqu'à quatre heures du matin, elle a expliqué pourquoi le petit avait raison »,.
Clément cède et convainc les producteurs : Delon incarnera donc Ripley. Il touche un cachet de 35 millions de francs, identique à celui reçu pour Le Chemin des écoliers, mais cette fois en tête d'affiche. Reste à remplacer Charrier, qui se désiste. Maurice Ronet, qui s'est illustré dans Ascenseur pour l'échafaud, le remplace. Quant à Alexandra Stewart, elle aussi devient indisponible. Après plusieurs tentatives infructueuses (Audrey Hepburn, Jean Seberg, Elsa Martinelli), le rôle féminin revient à Marie Laforêt, 19 ans, encore débutante.

### Tournage
Le tournage a lieu du 3 août au 22 octobre 1959 en Italie, principalement dans le sud de l'Italie. Il prend place notamment dans la province de Naples (Spiaggia Maronti près de Sant'Angelo d'Ischia), ainsi qu'à Ischia (Ischia Ponte, Ischia Porto et Palazzo D'Ambra), Procida et Rome.
Delon séjourne à l’« Joli Hôtel », près d’une morgue, accompagné de sa chienne Gala. Il y recueille aussi une chienne blessée, qu’il nomme Nina. Delon se montre très impliqué dans son rôle. Très vite, Delon et Clément développent une relation quasi filiale.
Des scènes difficiles, comme celle du meurtre sur le bateau, sont filmées dans des conditions météorologiques extrêmes. Delon s’entend bien avec Ronet et Romy Schneider, qui fait une apparition non créditée dans le film.
Delon et Maurice Ronet, se lient d'amitié durant le tournage ; ils rejoueront ensemble dans Les Centurions (1966),  La Piscine (1969) et Mort d’un pourri (1977). Delon entame aussi une liaison avec le mannequin Nico. Quant à Marie Laforêt, elle souligne a posteriori l'inconfort qui existait sur le plateau à cause de ses deux compères : « Alain Delon et Maurice Ronet étaient si prétentieux, si méprisants : deux trous du cul ! »

Les lieux de tournage aujourd'hui
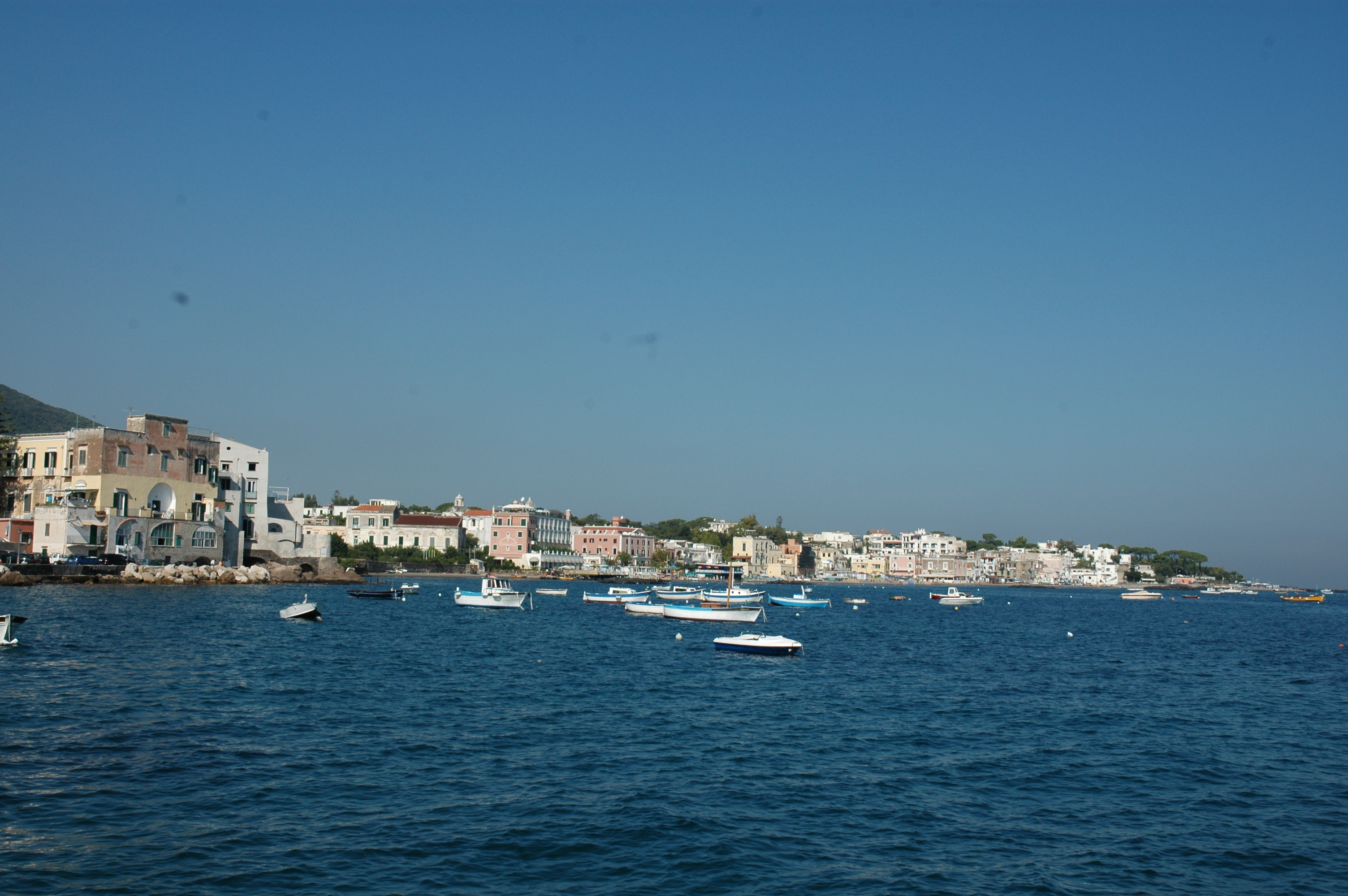
Ischia Ponte, lorsque Ripley et Philippe arrivent à Mongibello (avec la maison de Marge tout à gauche).
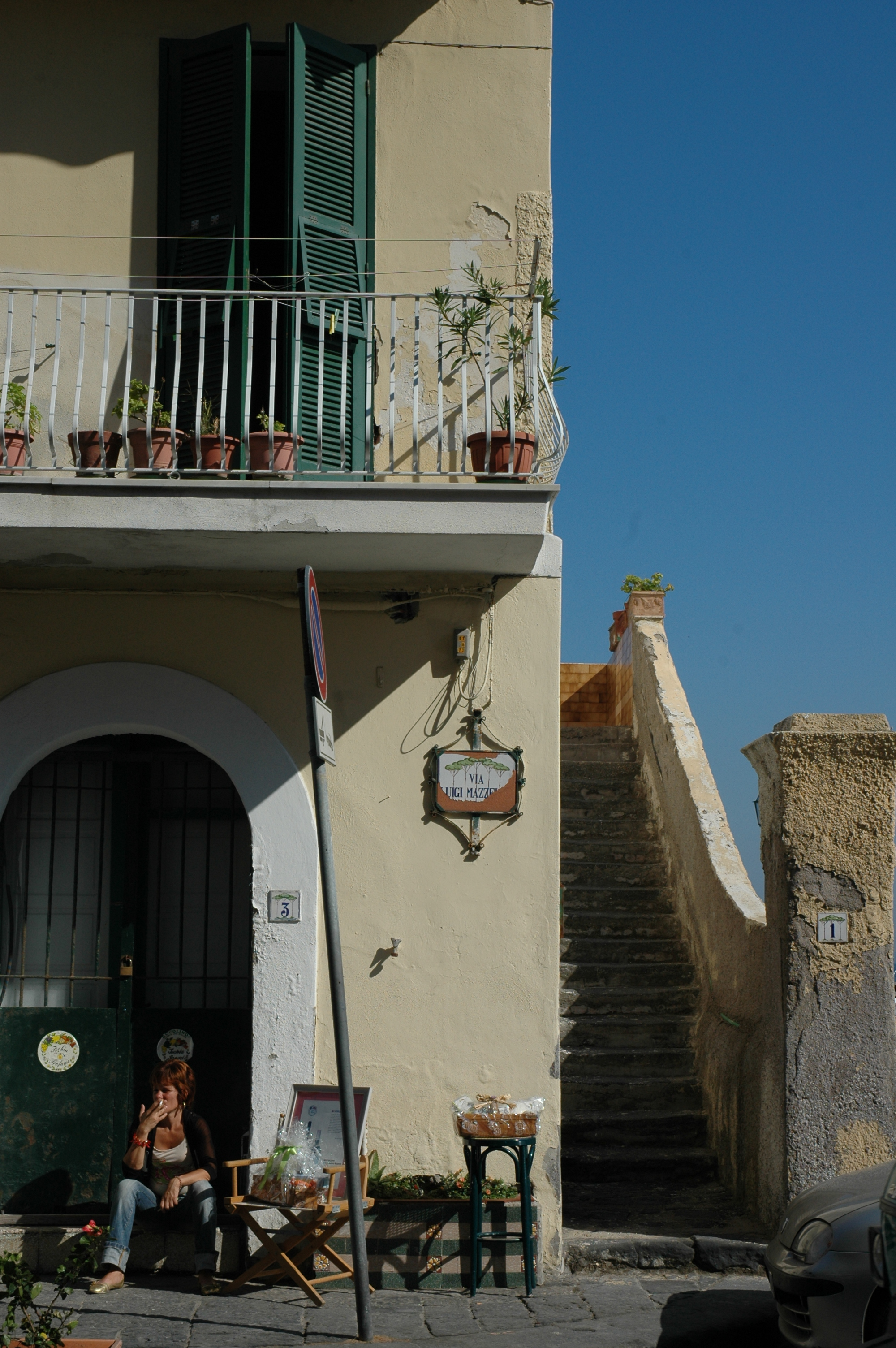
Ischia Ponte, lorsque Ripley apporte la lettre à Philippe.
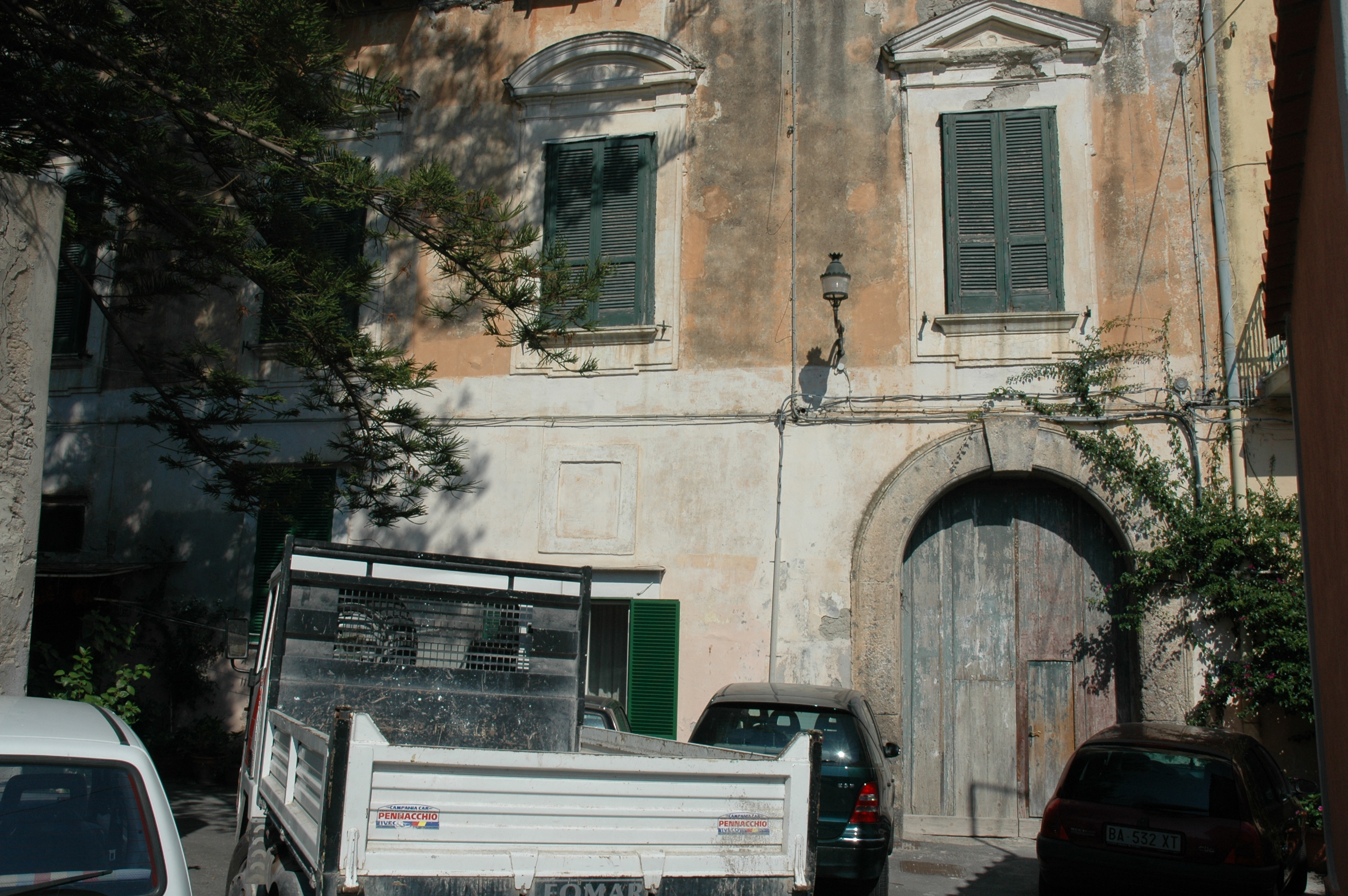
Ischia Ponte, la maison de Marge.
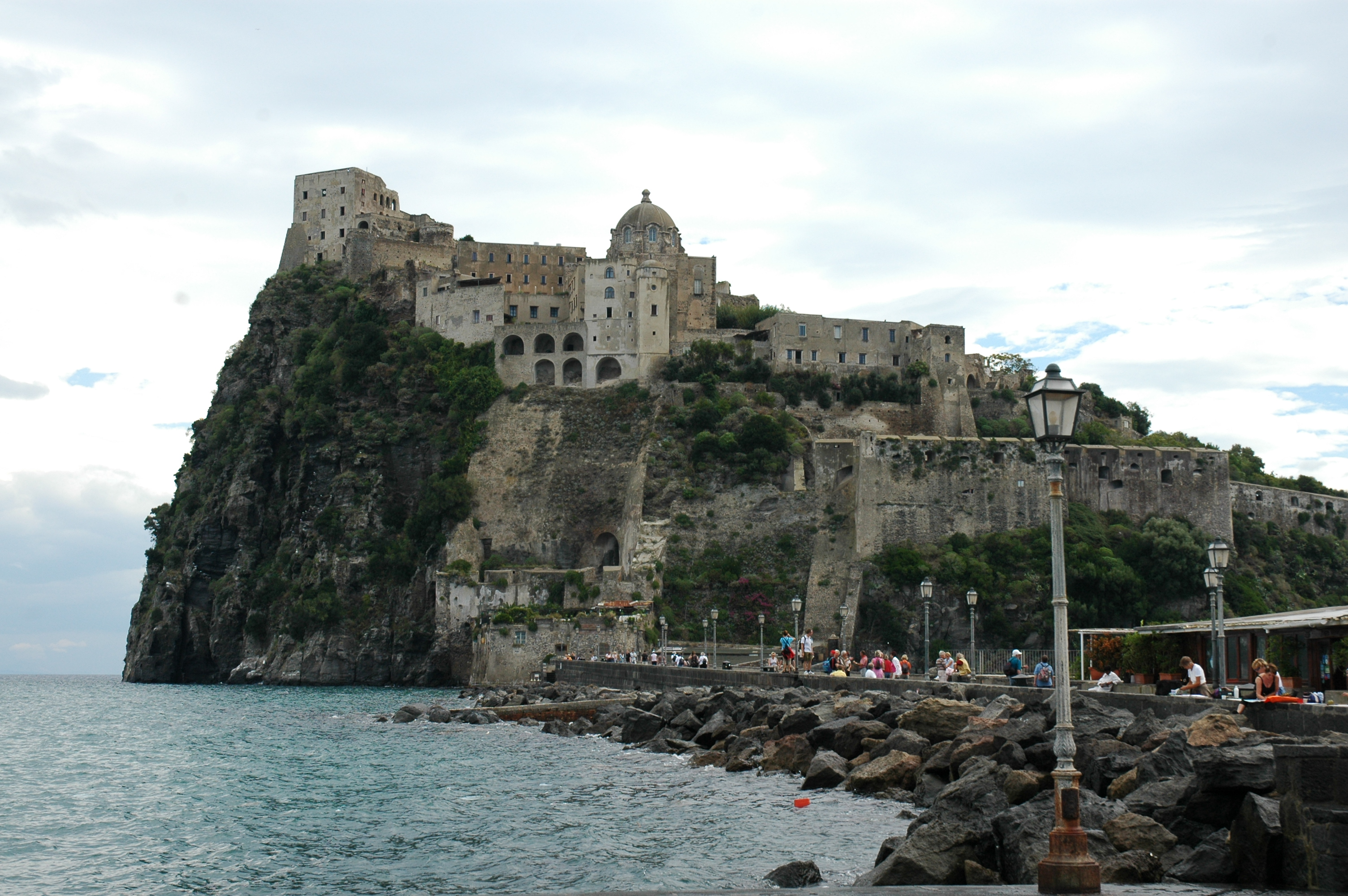
Ischia Ponte, Castello Aragonese, avant que Marge quitte le bateau.
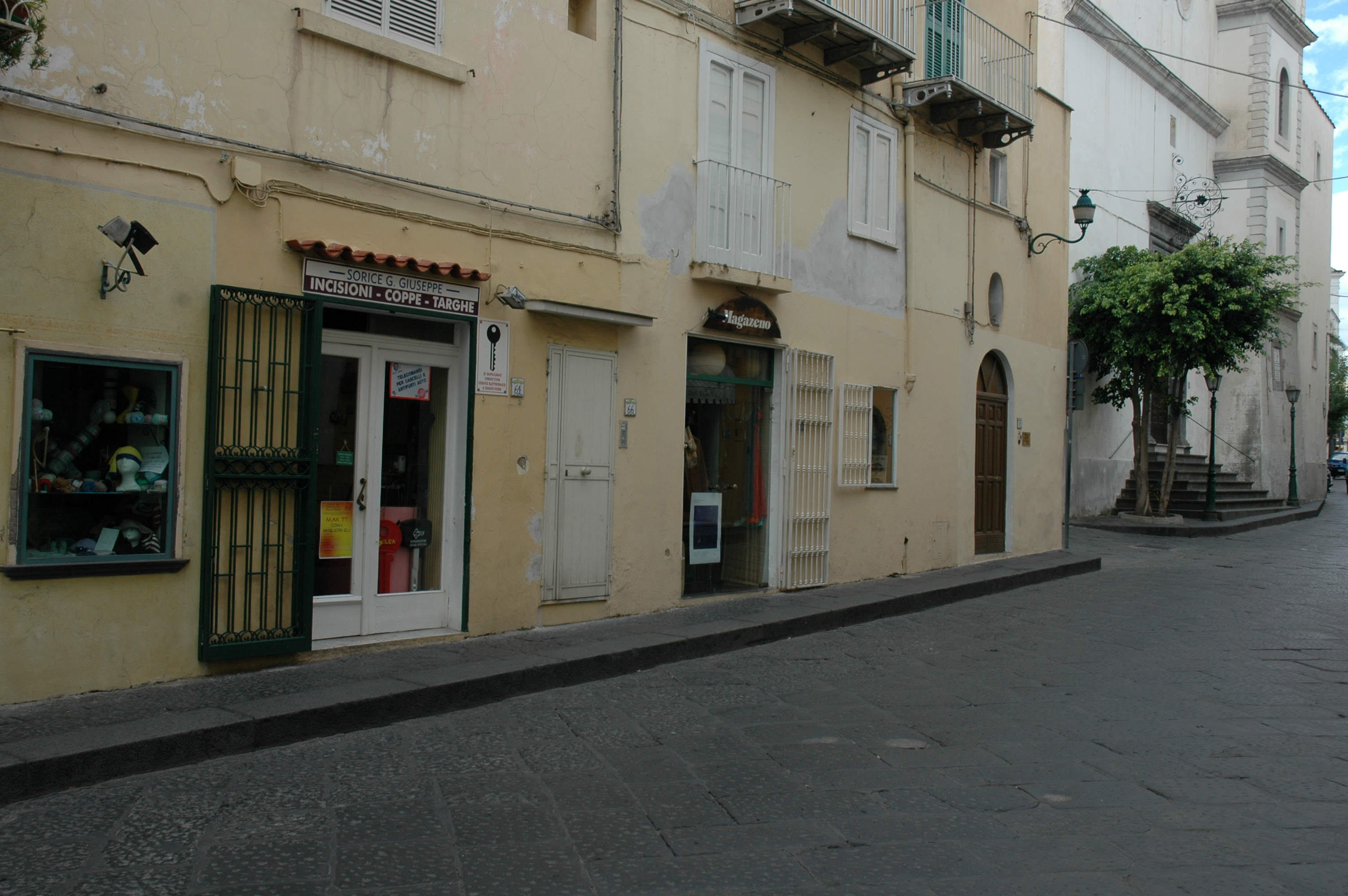
Ischia Ponte, station de bus, lorsque Ripley et Marge attendent le bus.
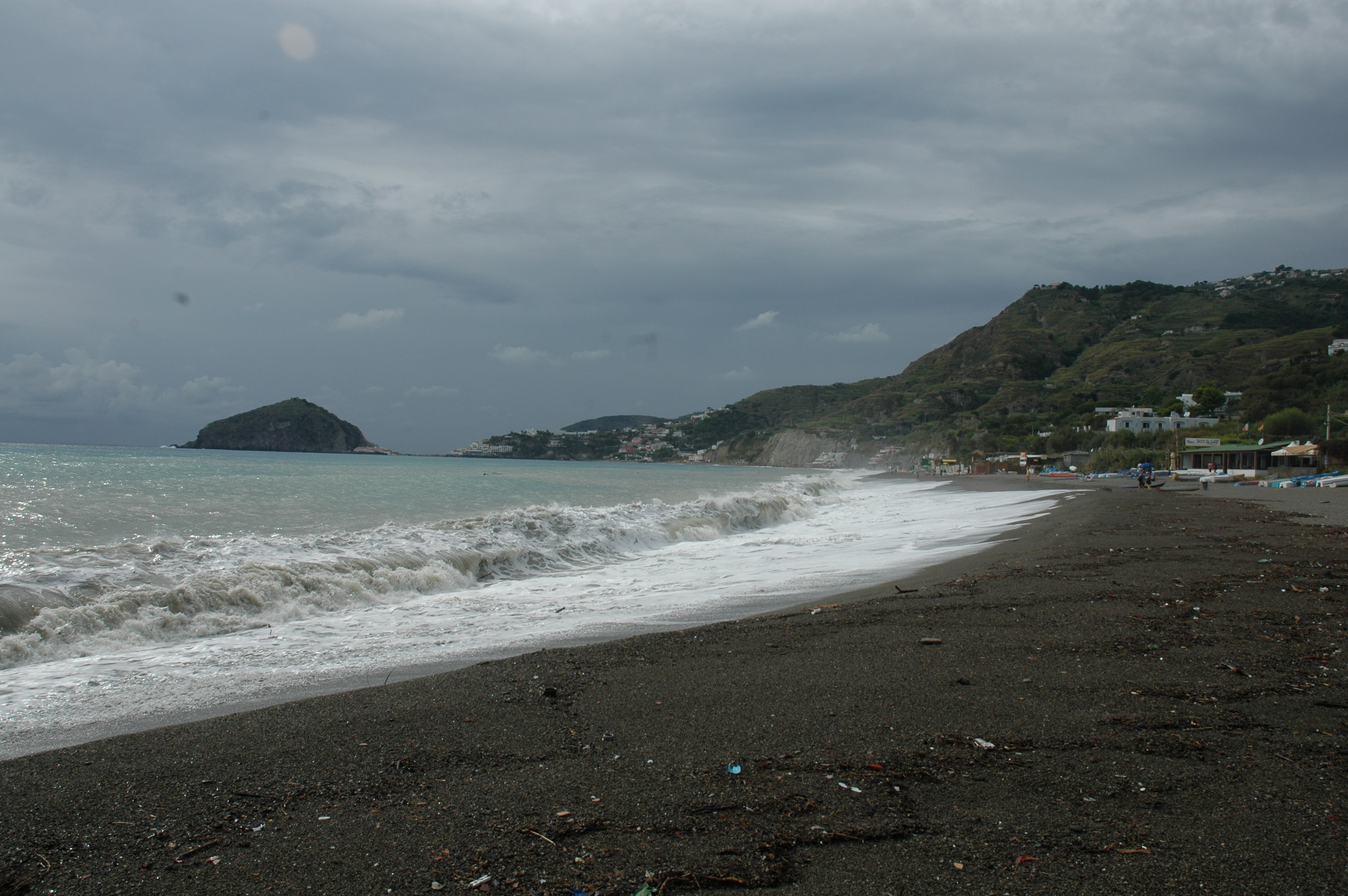
Spiaggia Maronti, dernière scène du film.

#### Le bateau

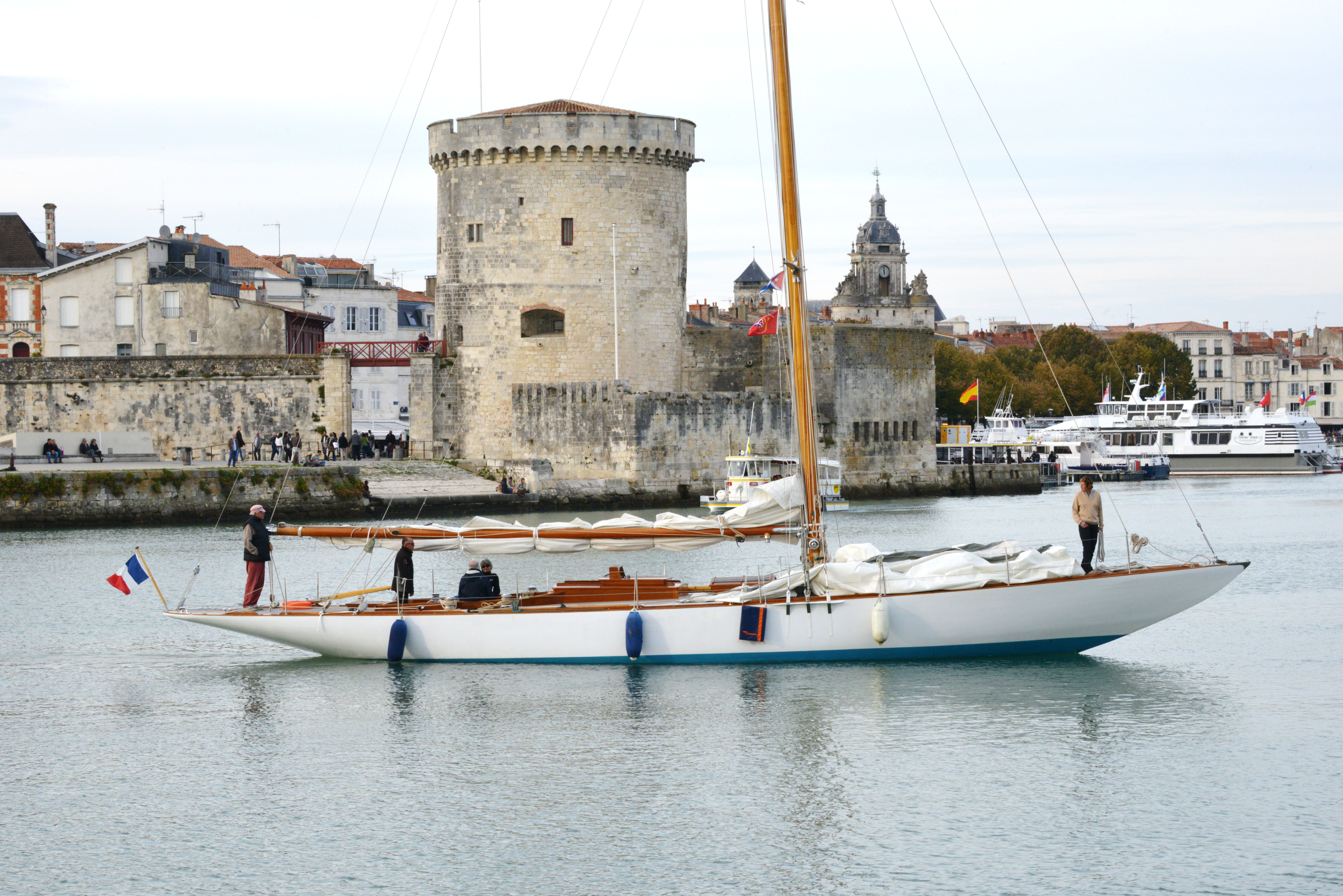
Le voilier du film, le Lasse, à La Rochelle en 2015.

Le voilier utilisé pour le tournage du film, le Lasse, est un cotre bermudien de 18,28 m, construit au Danemark en 1940 sur plans de Johan Anker (en). Commandé par le roi du Danemark Christian X aux chantiers de Stubbekøbing et d’abord baptisé Eva, il aurait été offert à Eva Braun, la compagne d'Adolf Hitler. Pendant la guerre, le bateau est resté amarré à l’Académie navale de Mürwik à Flensbourg (Allemagne du Nord) où il a pourtant échappé aux bombardements alliés. Renommé ensuite Lasse, il a porté le nom de Marge pour les besoins du tournage,.

### Musique
Le générique pop du film a été conçu par Maurice Binder.

## Accueil

### Sortie et promotion
Plein soleil sort le 10 mars 1960, en pleine guerre d'Algérie. L’affiche met en avant Delon, torse nu, sur fond de ciel bleu.

### Accueil critique
La critique est élogieuse dès la sortie en salles. L'autrice Patricia Highsmith apprécie le jeu de Delon. Plus tard, dans le Guide des films, Michel Azzopardi reconnaît qu'« Il est très difficile de parler d'un film aussi parfait : les épithètes les plus laudatives n'exprimant que très imparfaitement l'admiration que l'on éprouve pour ce Plein Soleil qui peut être considéré comme l’œuvre d'une équipe : les images d'Henri Decaë sont d'une beauté à couper le souffle et jamais le procédé Eastmancolor n'a été aussi bien utilisé ; la musique de Nino Rota […] est excellente comme toujours et la direction d'acteurs remarquable ». 

### Box office
Lors de sa première exploitation, Plein Soleil a totalisé 1 814 180 entrées en salles, dont 1 459 988 entrées l'année de sa sortie. À Paris, le film totalisa 360 120 entrées durant cette même première sortie. Au fil des ressorties, le long métrage parvient à réaliser un total toutes exploitations de 2 445 907 entrées en France, dont 521 015 entrées sur Paris et 185 538 entrées dans la banlieue parisienne, portant le total à 706 553 entrées à Paris et sa banlieue.
Le film propulse Alain Delon au rang de star internationale,.

## Analyse

### Différences avec le roman
(septembre 2024).
- Si vous ne connaissez pas le sujet, laissez ce bandeau (vous pouvez alors contacter les auteurs).
- Si vous supprimez le contenu mis en cause (vous pouvez préalablement contacter les auteurs),

argumentez précisément cette suppression dans la page de discussion
(un manque de référence n'est pas un argument ; une recherche réelle de référence doit avoir été effectuée, être formellement documentée).
Le roman débute avec les embrouillaminis de la vie quotidienne de Tom Ripley à New York et sa rencontre avec les parents de Richard « Dick » Greenleaf, partie qui n'est pas mise en scène dans le film. Celui-ci commence au moment où Tom et Dick (Philippe) font une sortie à Rome et y achètent un livre de reproductions du peintre Fra Angelico pour l’offrir à Marge ; dans l'œuvre de Patricia Highsmith, c'est à Paris que Tom acquiert un livre sur les peintures de Van Gogh pour documenter son propre voyage solitaire à Arles et sur la Riviera française, épisode non repris dans le film. Le jeu du chat et de la souris auquel se livrent Philippe et Tom y est inexistant. Par ailleurs, le meurtre de Philippe est beaucoup moins violent à l'écran que dans le livre où Tom tue Dick à coups répétés de rame dans un canot à moteur qu'il sabordera ensuite. Si le canot est finalement retrouvé au fond d'une crique retirée, le corps de sa victime, lui, ne sera jamais repêché. Les relations de Dick avec Marge ne sont que platoniques (même si Marge est, pour sa part, amoureuse de Dick). De son côté, à aucun moment Tom n'envisage de séduire Marge, laquelle ne lui inspire que répulsion, il songe même un bref instant à la tuer pour ne pas être découvert. La dernière partie du roman où Tom s'est installé dans son cossu palazzo vénitien et où il reçoit la visite du détective privé américain MacCarron n'est pas non plus portée à l'écran. Enfin, le roman est imprégné d'une homosexualité latente de la part de Tom qu'on ne retrouve pas dans le film.